# Hôpital de la Pitié
L'hôpital de la Pitié fut fondé à Paris vers 1612 dans le quartier Saint-Victor.
En 1911, il fut déplacé sur un site jouxtant l'hôpital de la Salpêtrière, avec lequel il fusionne en 1964 pour former le groupe hospitalier de la Pitié-Salpêtrière, l'un des centres hospitaliers universitaires de l'Assistance publique - Hôpitaux de Paris. Il fait partie du groupe hospitalier de la Pitié-Salpêtrière - Charles-Foix depuis 2012.

## Situation
L'hôpital était situé jusqu'en 1911 entre la rue Copeau (actuelle rue Lacépède), la rue du Jardin-du-Roi (actuelle rue Geoffroy-Saint-Hilaire), la rue d'Orléans (actuelle rue Daubenton), la rue de la Fontaine (actuelle rue Larrey), la place du Puits-de-l'Ermite et la rue du Battoir (actuelle rue de Quatrefages),.

## Historique
L’hôpital est un exemple d'institution disciplinaire dont le concept a été développé par Michel Foucault. Ce nouvel établissement fait en effet partie de la politique d'enfermement systématique des mendiants et vagabonds. En 1612, Louis XIII donne l'ordre de les enfermer. Une grande maison appelée jeu de paume de la Trinité et quelques propriétés attenantes sont achetées pour cet usage. Des bâtiments sont construits expressément pour accueillir des vieillards pauvres. La chapelle étant placée sous l'invocation de Notre-Dame-de-Pitié, l'établissement prend le nom d'hôpital de Pitié. En 1657, l'hôpital de la Pitié devient une dépendance de l'hôpital général de la Salpêtrière. Il reçoit alors les enfants des mendiants et les orphelins. Des pièces de drap pour les vêtements des hôpitaux et de l'armée y sont produits. 
Il était divisé en trois grands services: 
- la Petite Pitié, affectée aux enfants abandonnés. Ils étaient, en principe, pris en charge par des artisans pour l’apprentissage d’un métier ;
- la Nouvelle Pitié, pour les filles ;
- la Pitié des Femmes, assignée aux mendiantes, veuves sans revenus, femmes âgées sans moyens d’existence[4].

Pendant la Révolution, les orphelins sont nommés « élèves de la Patrie » et l'établissement devient alors la  « Maison des élèves de la Patrie ». En 1809, ils sont transférés dans la rue du Faubourg-Saint-Antoine (où se trouvait l'ancien hôpital Armand-Trousseau) et la Pitié devient une annexe de l'Hôtel-Dieu. 
Pendant le siège de Paris de 1870-1871 une partie de l'hôpital reçoit les blessés des combats. Du 5 janvier 1871 à la convention d'armistice, le 28 janvier suivant, l'hôpital reçoit quarante-sept obus explosifs prussiens.
L'hôpital est fermé puis reconstruit au côté de l'hôpital de la Salpêtrière en 1911. L'ensemble des anciens bâtiments est détruit en 1912.
Les deux hôpitaux, celui de la Pitié et celui de la Salpêtrière fusionnent dans un seul groupe hospitalier, celui de la Pitié-Salpêtrière en 1964. Le groupe hospitalier est renommé groupe hospitalier de la Pitié-Salpêtrière - Charles-Foix en 2012.

Plans et images historiques de l'hôpital de la Pitié
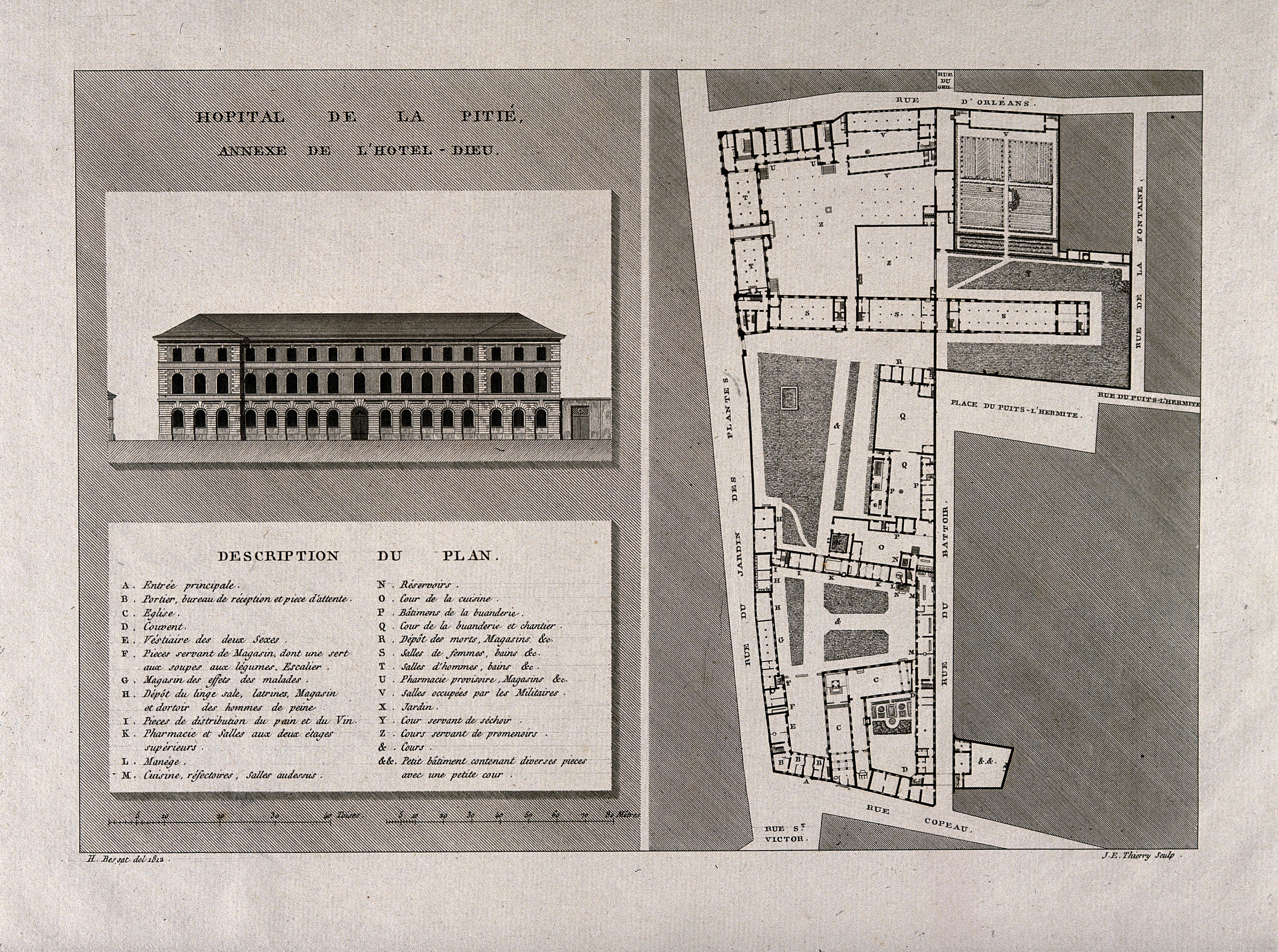
Plan de l'hôpital en 1812.
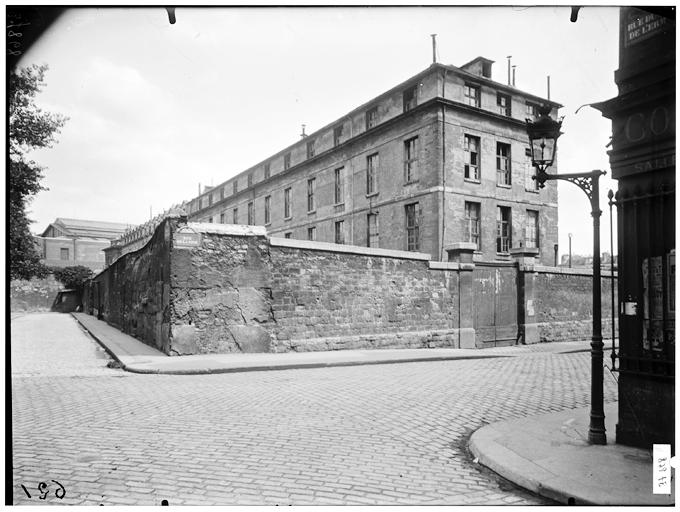
Façades au carrefour de la rue de la Pitié et de la rue du Puits-de-l'Ermite.
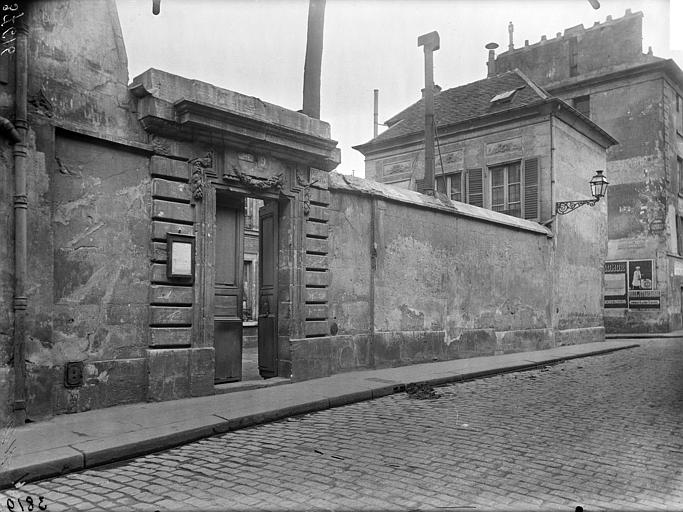
Portail sur la rue Daubenton.
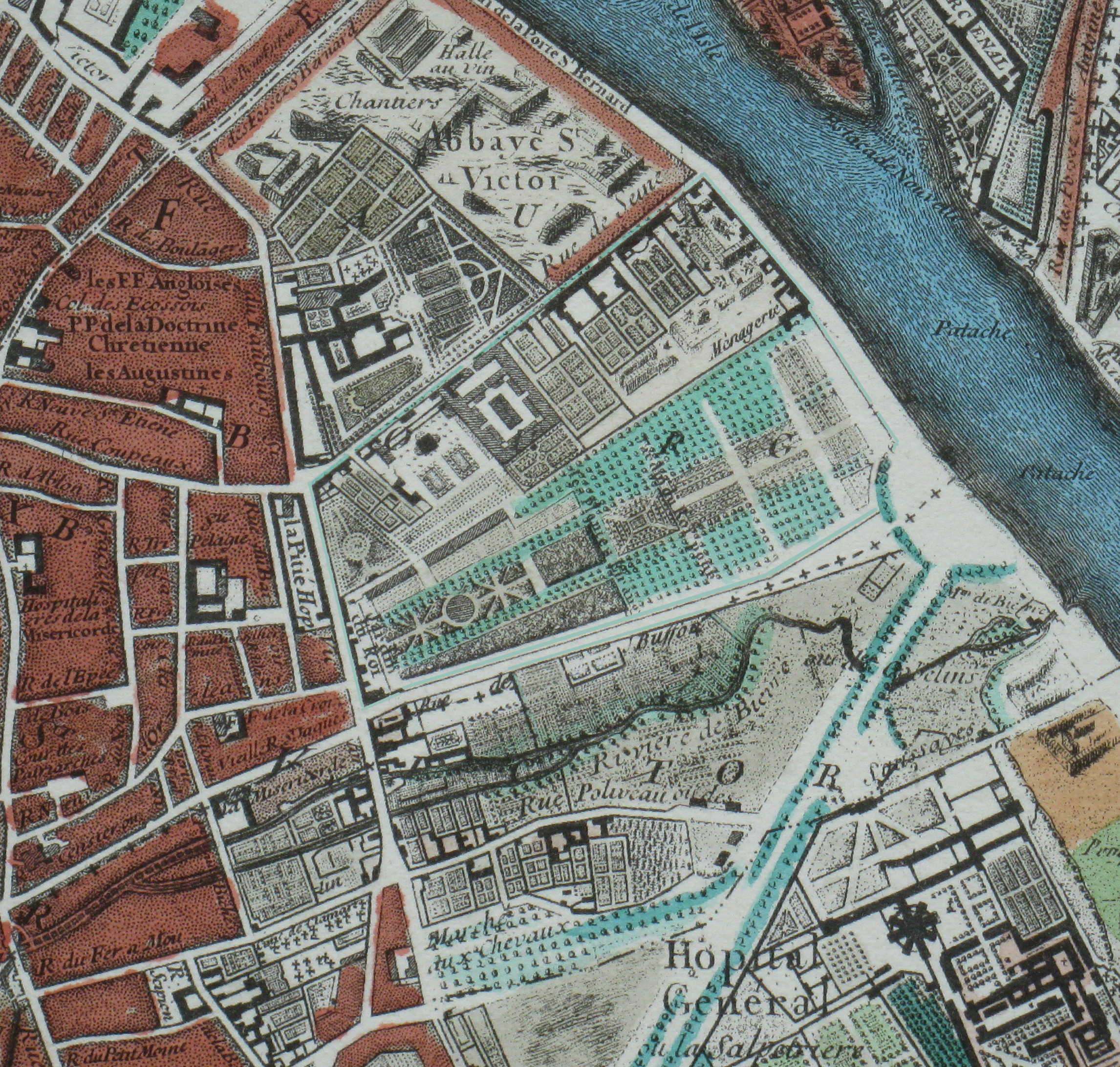
Situation de l'hôpital de la Pitié, et de l'hôpital général dit La Salpêtrière, sur le plan de Roussel en 1730.
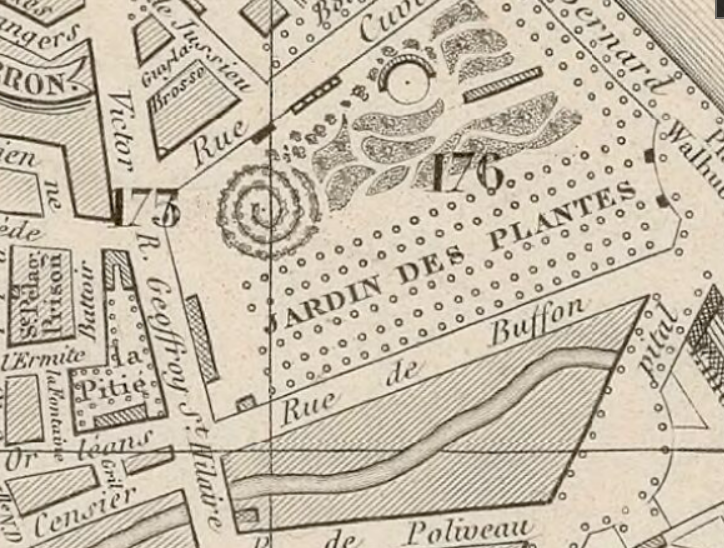
Emplacement de hôpital de la Pitié en 1857.